# Садовая улица (Киев, Печерский район)
Садо́вая у́лица (укр. Садо́ва ву́лиця) — улица в Печерском районе города Киева, местность Липки. Пролегает от улицы Михаила Грушевского до Институтской улицы.

## История
Улица возникла в 1-й половине XIX века под названием Подсадный переулок, поскольку был направлен к Шелковичному и Виноградному садам. Современное название — с 1869 года.

## Застройка
Основными доминантами застройки по Садовой улице являются крыло здания Кабинета Министров Украины с чётной стороны улицы (сейчас здесь находится Министерство финансов Украины) и современное здание комитетов Верховного Совета Украины с нечётной стороны (№ 3 и 3А).
Из старинной застройки сохранился лишь доходный дом № 1/14, возведённый в 1906 году. В конце улицы, на пересечении с Институтской, находятся два примечательных дома: № 4/13 — доходный дом архитектора П. И. Шлейфера (1909 год) и № 5/15 — здание командного состава Киевского военного округа, возведённое И. Ю. Каракисом в стиле конструктивизм (1934—1937 годы).

## Выдающиеся личности, связанные с Садовой улицей
В районе дома № 3 существовала усадьба, где в конце XIX века жил популярный в Киеве дирижёр симфонических концертов А. М. Виноградский. У него часто бывали композиторы А. Г. Рубинштейн, П. И. Чайковский, С. Рахманинов, Р. Глиер, певец Ф. Шаляпин, пианистка Ванда Ландовская, дирижёр С. Кусевицкий.
В доме № 1/14 проживал поэт и литературовед М. Драй-Хмара (1920—1930-е годы).

## Важные учреждения
- Отделение связи № 27 (дом № 6)
- Отделение связи № 8 (дом № 3)
- Информационное управление Верховного Совета Украины (дом № 3)
- Пресс-служба Верховного Совета Украины (дом № 3А)
- Институт садоводства УААН (дом № 6)
- Газета «Урядовый курьер» (дом № 1/14)